# Brachycaudus lychnidis
Brachycaudus lychnidis är en insektsart som först beskrevs av Carl von Linné 1758.  Brachycaudus lychnidis ingår i släktet Brachycaudus och familjen långrörsbladlöss. Arten är reproducerande i Sverige. Inga underarter finns listade i Catalogue of Life.